# Walkmühle (Dinkelsbühl)
Walkmühle ist ein Gemeindeteil der Großen Kreisstadt Dinkelsbühl im Landkreis Ansbach (Mittelfranken, Bayern). Walkmühle liegt in der Gemarkung Dinkelsbühl.

## Geografie
Der Weiler besteht aus vier Wohngebäuden und einem Dutzend Nebengebäuden. Sie liegt am Walkenweiherbach, der 500 Meter weiter östlich als rechter Zufluss in die Wörnitz mündet. Westlich des Ortes liegen der Walk- und Gaisweiher, die als Naturschutzgebiet ausgezeichnet sind. Gemeindeverbindungsstraßen führt nach Dinkelsbühl (0,6 km nördlich), nach Radwang (0,3 km südwestlich) und zur Neumühle (0,2 km östlich).

## Geschichte
Die Fraisch über Walkmühle war strittig zwischen dem ansbachischen Oberamt Wassertrüdingen, dem oettingen-spielbergischen Oberamt Mönchsroth und der Reichsstadt Dinkelsbühl. Gegen Ende des 18. Jahrhunderts gab es drei Anwesen (1 Mühle, 2 Häuser). Alleiniger Grundherr war die Reichsstadt Dinkelsbühl. Von 1797 bis 1808 unterstand der Ort dem Justiz- und Kammeramt Wassertrüdingen.
Infolge des Gemeindeedikts wurde Walkmühle dem 1809 gebildeten Steuerdistrikt und der im selben Jahr gebildeten Munizipalgemeinde Dinkelsbühl zugeordnet. Ein Haus wurde 1822 an die Ruralgemeinde Radwang abgetreten.

## Einwohnerentwicklung
| Jahr      | 001818 | 001840 | 001871 | 001885 | 001900 | 001925 | 001950 | 001961 | 001970 | 001987 |
| Einwohner | 6      | 10     | 20     | 2      | 8      | 24     | 22     | 17     | 15     | 17     |
| Häuser    | 3      | 1      |        | 1      | 1      | 4      | 4      | 5      |        | 5      |
| Quelle    | [ 11 ] | [ 12 ] | [ 13 ] | [ 14 ] | [ 15 ] | [ 16 ] | [ 17 ] | [ 18 ] | [ 19 ] | [ 1 ]  |

## Religion
Der Ort ist seit der Reformation evangelisch-lutherisch geprägt und war ursprünglich nach St. Vinzenz (Segringen) gepfarrt, seit Ende des 19. Jahrhunderts ist die Pfarrei St. Paul (Dinkelsbühl) zuständig. Die Katholiken sind nach St. Georg (Dinkelsbühl) gepfarrt.